# Wren (cràter)
Wren és un cràter d'impacte en el planeta Mercuri de 204 km de diàmetre. Porta el nom de l'arquitecte anglès Christopher Wren (1632-1723), i el seu nom va ser aprovat per la Unió Astronòmica Internacional el 1979.